# Golfo dell'Anabar
Il golfo dell'Anabar (in russo Анабарский залив?, Anabarskij zaliv) è un'insenatura lungo la costa settentrionale russa, nella repubblica di Sacha-Jacuzia, amministrata dall'Anabarskij ulus. È situato nella parte sud-occidentale del mare di Laptev.

## Geografia
Il golfo si apre verso nord tra la penisola Nordvik (полуостров Нордвик) a ovest e la costa continentale a est. Ha una rozza forma triangolare con una lunghezza di circa 67 km e una larghezza di 76 km all'imboccatura che si riduce a 7–9 km nella parte finale. La profondità varia da 3 m a 12 m; la profondità massima è di 17 m.
Nonostante il nome, il fiume Anabar non sfocia direttamente nel golfo ma nella più piccola baia dell'Anabar che si apre nella sua parte meridionale. Altri corsi d'acqua si gettano nel golfo, tra i maggiori: la Pesčanaja (река Песчаная), il Charyjalach (река Харыялах), il Samskaskaj (река Самаскаскай) e la Mus-Chaja (река Мус-Хая).
Il golfo dell'Anabar è ghiacciato per gran parte dell'anno, da ottobre a luglio.
Le rive sono coperte da vegetazione tipica della tundra; quelle orientali sono mediamente più basse di quelle occidentali, dove si superano di frequente i 50 m di altezza.

## Storia
Il golfo è stato studiato nel 1893 dall'esploratore russo Eduard Gustav von Toll. A quell'epoca, era un'area molto poco conosciuta dell'Artico russo. Egli fu il primo a mappare l'altopiano tra i fiumi Anabar e Popigay.
Durante il periodo sovietico, c'erano due insediamenti nell'area della Baia di Anabar. Uno era Khorgo, alla foce della baia, e l'altro era Tostuya, più nell'entroterra, nel punto in cui inizia l'area estuarina.